# Темнатик
Темна́тик — вершина (высота 1343 м) горного массива Боржава, расположенная на северо-западном отроге массива, в пределах Закарпатской области (Украина). Вершина куполовидная. Склоны крутые (особенно на водосборах правых притоков горы Вече), заросшие буковым лесом, в верхней части — с примесью пихты. На высоте 1200—1250 м и выше в растительном покрове преобладают вторичные луга. Туристический объект.